# رقم عشرة (فلم هندي 1976)
رقم عشرة (بالهندية: दस नम्बरी) (بالإنجليزية: Dus Numbri) هو فيلم هندي باللغة الهندية عام 1976. من إنتاج وإخراج مادان موهلا، وتأليف س. علي رضا ودروفا تشاترجي، وهو من النجوم مانوج كومار، هيما ماليني، بران، بريم ناث، بيندو، كاميني كوشال وأوم شيفبوري. الموسيقى من تأليف لاكسميكانت–بياريلال. تم إعادة إنتاج الفيلم لاحقًا في الفيلم التيلجو كيه دي رقم 1 (1978). 
كان الفيلم الأكثر نجاحًا في عام 1976. احتل الفيلم المرتبة التاسعة في عقد السبعينيات  كما احتل المرتبة 47 من حيث النجاحات على الإطلاق 

## حبكة
المفتش شيف ناث هو ضابط شرطة صادق ومجتهد في بومباي، ويعيش مع زوجته رادا وابنه الصغير أرجون. أثناء قيامه بعدة اعتقالات تتعلق بأموال مزيفة ومخدرات، يكتشف أن صديقه المقرب، كارامشاند، متورط أيضًا في هذه العملية. قبل أن يتمكن من اتخاذ أي إجراء، يتم القبض عليه من قبل الشرطة بتهمة حيازة أموال مزيفة ومخدرات، وحكم عليه بالسجن، لكنه يهرب. تفقد رادا عقلها ويتم إيداعها في مؤسسة، بينما يلجأ أرجون إلى الجرائم البسيطة وعندما يصل إلى مرحلة البلوغ يصبح زعيم المنطقة المعروفة والمخيفة باسم "دوس نومبري". يلتقي مع لص صغير وخبيرة في لعب الورق تدعى روزماري فرنانديز ويقع في حبها. عندما تلتقي رادا بالصدفة مع روزماري، تعتقد أنها سونداري، زوجة كارامشاند، ثم تبدأ رادا في استعادة عقلها. ولكن ليس لفترة طويلة، حيث أصبح أرجون ورادا وروزماري متورطين في مؤامرة خطيرة.

## الممثلون
- مانوج كومار ... أرجون
- هيما ماليني ... سونداري / روزماري فرنانديز / أنوباما
- بريم ناث ... المفتش جايتشان
- بران ... هوالدار كاران سينغ بادشاه / ضابط CBI كاران سينغ
- بيندو ... ضابطة CBI روبا شارما / ديلروبا ديلي والي
- كاميني كوشال ... رادها
- أوم شيفبوري ... كارامشاند
- ديفيد ابراهام ... باسكال (مثل ديفيد)
- إمتياز خان ... فيرو (مثل إمتياز)
- ساجان
- أبهي بهاتاشاريا بدور المفتش شيفناث: زوج رادها؛ والد أرجون
- شيام كومار
- رام موهان شارما في دور مفتش الشرطة
- شيفراج ... طبيب نفساني
- كومود تريباثي
- راجان هاكسار ... جانجي
- مادهوب شارما
- ديف كيشان
- هرقل
- راجان كابور
- في. جوبال
- آزاد
- بهلوان ... (مثل بهلوان)
- سي إس دوبي
- كامالديب
- كيشاف رانا
- كمال
- راجني بالا ... راقصة (وجهي دارد لاغا...) (مثل راجنيبالا)
- راجو شريستا ... (مثل المعلم راجو)
- كولجيت ... سائق شاحنة (شريك فيرو)
- أوشا ثاكور

## الموسيقى التصويرية
| # | عنوان                        | المغني(ون)                 |
| - | ---------------------------- | -------------------------- |
| 1 | "ديلروبا ديليوالي"           | موكيش، مانا داي، آشا بهوسل |
| 2 | "موجيه دارد راهتا هاي"       | موكيش، لاتا مانغيشكار      |
| 3 | "نا توم هو يار ألو"          | موكيش، مانا دي             |
| 4 | "بريم كا روج بادا بورا"      | لاتا مانجيشكار             |
| 5 | "نغمة ميري جان بادا كام كيا" | لاتا مانجيشكار             |
| 6 | "يا دنيا إيك نومبري"         | موكيش                      |

## روابط خارجية
- مقالات تستعمل روابط فنية بلا صلة مع ويكي بيانات